# Thomasomys popayanus
Thomasomys popayanus е вид бозайник от семейство Хомякови (Cricetidae).

## Разпространение
Видът е разпространен в Колумбия.